# 자로 아가
자로 아가(튀르키예어: Zaro Ağa, 쿠르드어: Zaro Axa); 1774년 2월 16일~1934년 6월 29일)는 비공식적으로 세계에서 가장 오래산 남성 중 한명으로 알려진 쿠르드족 출신의 남성이다. 그는 이스탄불에서 사망하였는데 사망 당시 출생에 관해서 논란이 있었으며 일각에서는 그의 실제생일은 1820~1830년대 생으로 보고있다. 그의 시신은 사후 연구목적으로 미국으로 보내졌다고 알려져있다.